# 裴樂士
裴樂士（英語：John MacNeile Price）（1841年—1922年11月11日）英國工程師、前香港政府官員。1873年來到香港，歷任量地官、立法局議員、行政局議員、潔淨局主席等職。1889年退休回國。
裴樂士任內興建大潭水塘、西環神經病院、鶴咀燈塔、青洲燈塔、香港天文台、荷李活道皇仁書院、水警總部等建築，現已成為香港法定古蹟。香港的裴樂士道以他命名。
裴樂士晚年退居於西班牙海外領土加那利群島，1922年11月11日在當地逝世。